# Queer
A queer (ejtsd: kvír) gyűjtőfogalom az olyan szexuális jelölésére, akik nem heteroszexuálisak vagy nem ciszneműek. Eredeti angol jelentése „furcsa” vagy „különös”. A queer először pejoratívan került használatba az azonos nemű vonzódást vagy kapcsolatot jelölve a késői 19. században az angolszász nyelvterületeken. Az 1980-as évek végétől a harmadik hullámos feminizmus időszakával párhuzamosan a queer akadémikusok és aktivisták elkezdték visszavenni a kifejezést azért, hogy lefektessék a közösség alapjait, és a meleg identitástól különálló queer identitást hozzanak létre. A tradicionális nemi identitásoktól elhatárolódó, és az LMBT-nél egy szélesebb és szándékosan nem egyértelmű alternatívát kereső emberek utalhatnak magukra queer-ként.
A queert egyre növekvő mértékben használják a nem normatív szinonimájaként (tudniillik anti-heteronormatív és anti-homonormatív identitás és politika). Az olyan akadémiai diszciplínák, mint a queerelmélet és queertudományok általánosságban szemben állnak a fősodratú LMBT mozgalmon belüli interszekcionalitás (metszetszemlélet) korábban nagyobb mértékű hiányával, valamint a genderbinaritással és normativitással. (A hagyományos férfi és nő kategóriákra felosztott társadalmi nemek és nemi szerepek merev társadalmi, kulturális és identitásbeli kötöttsége.) A queer identitás kifejezésére példák lehetnek a queer művészetek, a queer kulturális csoportok és a queer politikai csoportok. 
A kifejezés használatát kritizálók közé tartoznak LMBT közösségek tagjai és azok, akik a kifejezést inkább a köznyelvi, derogáló sértés voltával kapcsolják össze, továbbá azok, akik távol kívánnak maradni a queer radikalizmustól.

## Fordítás
Ez a szócikk részben vagy egészben  a   Queer című angol Wikipédia-szócikk ezen változatának fordításán alapul.  Az eredeti cikk szerkesztőit annak laptörténete sorolja fel. Ez a jelzés csupán a megfogalmazás eredetét és a szerzői jogokat jelzi, nem szolgál a cikkben szereplő információk forrásmegjelöléseként.

## Fontos fogalmak, kifejezések
- Az LMBTQ közösséggel és a társadalmi nemekkel kapcsolatos legújabb fogalomgyűjtemény
- Karsay Dodó, Virág Tamás - Kérdőjelek helyett / LMBTQI-Kisokos a médiának útmutató (Magyar LMBT Szövetség, 2015) ISBN 978-963-12-2728-4